# Mateh Binyamin
Le conseil régional de Mateh Binyamin regroupe 42 implantations israéliennes et avant-postes du sud de la Samarie en Cisjordanie. Son siège est situé à shaar binyamin. Son nom fait référence à la tribu de Benjamin.

## Liste des colonies et avant-postes
- Ahiya
- Adei Ad
- Anatot
- Alon (en)
- Amichai
- Ateret (en)
- Beit Horon (en)
- Dolev (en)
- Eli (en)
- Esh Kodesh (en)
- Ganei Modi'in (en)
- Geva Binyamin (en) (Adam)
- Giv'at Har'el (en)
- Giv'on HaHadasha
- Halamish (Neve Tzuf)
- Harasha (en)
- Hashmonaim (en)
- Keeda (en)
- Kfar Adumim (en)
- Kfar HaOranim (Menora/Giv'at Ehud)
- Kokhav HaShahar (en)
- Kokhav Ya'akov
- Ma'ale Levona (en)
- Ma'ale Mikhmas
- Matityahu (en)
- Mevo Horon
- Migron (en)
- Mitzpe Danny (en)
- Mitzpe Hagit (en)
- Mitzpe Kramim (en)
- Mitzpe Yeriho (en)
- Na'ale (en)
- Nahliel (en)
- Neria (en) (Talmon Bet/North)
- Neveh Erez (en)
- Nili (en)
- Nofei Prat (en)
- Ofra (en)
- Psagot
- Rimonim (en)
- Zone industrielle Sha'ar Binyamin (en)
- Shiloh (en)
- Shvut Rachel (en)
- Talmon (en)

L'implantation communautaire de Beit Aryeh-Ofarim s'est jointe au conseil municipal adjacent de Beit Aryeh en 2003 et a cessé d'exister en tant qu'entité indépendante. Tel Tzion est un quartier semi-autonome de Kokhav Ya'akov, bien qu'il soit appelé à devenir une localité distincte, tandis que Zeit Ra'anan est un quartier semi-autonome de Talmon. L'avant-poste d'Amona a été démantelée par décret gouvernemental, en 2016, et un nouveau site a été autorisé à Shilo (en).
Les colonies à inclure du côté israélien de la barrière de séparation israélienne, en Cisjordanie, comprennent celles qui se trouvent à Modiin, ou à proximité : Hashmonaim (en), Matityahu (en), Na'ale (en), Nili (en), mais aussi Mevo Horon, dans la région de Latroun, Beit Horon (en) et Giv'on HaHadasha au nord-ouest de Jérusalem, Almon et Kfar Adumim (en) dans la région d'Adummim (en), à l'est de Jérusalem.

## Source de la traduction
- (en) Cet article est partiellement ou en totalité issu de l’article de Wikipédia en anglais intitulé « Mateh Binyamin Regional Council » (voir la liste des auteurs).